# 三大欲求 (曲)
「三大欲求」（さんだいよっきゅう）は日本のロックバンド・Non Stop Rabbitの楽曲。メジャー1枚目、通算2枚目のシングルとして2021年5月19日にポニーキャニオンから発売された。

## 概要
前作『夏の終わり/私面想歌』より約4年ぶりのCDシングルで、メジャーデビュー後初のCDシングルである。
2021年5月5日に先行配信された表題曲を含む新曲2曲の他、3月3日に配信リリースされた「推しが尊いわ」、4月4日にTVサイズでリリースされた「静かな風」のフルバージョンと4曲のInstrumentalを含む全8曲を収録している。
アートディレクターは飯島伸明 (PCP)が担当した。

## リリース・プロモーション
初回限定盤と通常盤の全2形態で発売。初回限定盤にはDVDの為に撮り下ろした無観客ライブ映像 『Non Stop Rabbit Behind closed doors-live at harevutai』を収録したDVDが付属する。
同年4月25日には、DVDに収録されるライブのダイジェスト映像がYouTubeの音楽チャンネルに投稿された。
2021年4月9日から、タワーレコード渋谷店の外壁に巨大看板が掲出されており、このことを知らなかった晴人と太我に達也がサプライズドッキリを仕掛けるという動画がYouTubeのバラエティチャンネルに投稿され、同サイトの急上昇ランキングにランクインした。
| 形態       | 規格   | 規格品番   |
| ---------- | ------ | ---------- |
| 初回限定盤 | CD+DVD | PCCA-06039 |
| 通常盤     | CD     | PCCA-06040 |

## ミュージック・ビデオ
三大欲求
監督：田口達也 / 製作：UNorder music entertainment 
一世一代時代組の悠資が出演している。
田口達也が監督を務めるMVで初めてドローンが使用され、壮大なスケール感のある映像となっている。2021年5月1日にYouTubeで公開された。
推しが尊いわ

## 収録内容
| 全作詞・作曲: 田口達也、全編曲: 鈴木Daichi秀行。 |                          |          |            |      |
| #                                                | タイトル                 | 作詞     | 作曲・編曲 | 時間 |
| 1.                                               | 「三大欲求」             | 田口達也 | 田口達也   | 4:38 |
| 2.                                               | 「静かな風」             | 田口達也 | 田口達也   | 4:19 |
| 3.                                               | 「是が非でも」           | 田口達也 | 田口達也   | 3:21 |
| 4.                                               | 「推しが尊いわ」         | 田口達也 | 田口達也   | 4:05 |
| 5.                                               | 「三大欲求 (Inst.)」     | 田口達也 | 田口達也   | 4:38 |
| 6.                                               | 「静かな風 (Inst.)」     | 田口達也 | 田口達也   | 4:19 |
| 7.                                               | 「是が非でも (Inst.)」   | 田口達也 | 田口達也   | 3:20 |
| 8.                                               | 「推しが尊いわ (Inst.)」 | 田口達也 | 田口達也   | 4:03 |
| 合計時間:                                        | 合計時間:                | 32:43    |            |      |

| 監督: 古谷弘毅 (KMST TOKYO)。 |                  |      |            |
| #                             | タイトル         | 作詞 | 作曲・編曲 |
| 1.                            | 「ALSO」         |      |            |
| 2.                            | 「明るい歌」     |      |            |
| 3.                            | 「TABOO」        |      |            |
| 4.                            | 「最後のキス」   |      |            |
| 5.                            | 「BIRD WITHOUT」 |      |            |

## 楽曲解説
三大欲求
歌詞には、三大欲求を忘れるほど何かに没頭することは誰にでもあるというメッセージが込められている。
4月27日にレギュラーラジオ番組『Non Stop Radio〜真夜中の無料案内所〜』初オンエアされ、5月5日に先行配信された。
静かな風
タイアップ元である『ドラゴン、家を買う。』の主人公レティと自分達の過去が重なり、自分達がアニメ化したような気持ちで制作したとインタビューで語っている。
4月4日に配信リリースされた「静かな風 (TV Size)」のフルサイズバージョン。
是が非でも
自身の楽曲「私面想歌」と全く同じ構成の曲を目指し制作された。発売日前日の5月18日にゲストで出演した『レコメン！』で初オンエアされた。
推しが尊いわ
3月3日に配信リリースされていた楽曲。

## タイアップ
| 年     | 楽曲     | タイアップ                                                        |
| ------ | -------- | ----------------------------------------------------------------- |
| 2021年 | 静かな風 | TVアニメ「ドラゴン、家を買う。」エンディングテーマ                |
| 2021年 | 三大欲求 | テレビ埼玉「ドレスキーとコレスキー」5月2〜5週目オープニングテーマ |

## クレジット

### Non Stop Rabbit
矢野晴人 / 田口達也 / 太我

### レコーディング
Producer & Arranger : 鈴木Daichi秀行
Director : 中西克仁 (PONYCANYON INC.)
Mixed & Recorded by 鈴木Daichi秀行 at STUDIO CUBIC
Mastered by 多田雄太 (PONYCANYON INC.) at Pony Canyon Mastering

### アートワーク
Art Direction & Design : 飯島伸明 (PCP)
Photography : 宮脇 進
Styling : 内田孝昭
Hair & Make-up : 山邉裕之
Shooting Coordinator : 木下由浩 (PCP)

## テレビ出演
| 番組名                                              | 日付          | 放送局         | 演奏曲       |
| --------------------------------------------------- | ------------- | -------------- | ------------ |
| しおこうじ玉井詩織×坂崎幸之助のお台場フォーク村NEXT | 2021年3月17日 | フジテレビNEXT | 推しが尊いわ |
| しおこうじ玉井詩織×坂崎幸之助のお台場フォーク村NEXT | 2021年3月17日 | フジテレビNEXT | 最後のキス   |
| プレミアMelodiX!                                    | 2021年4月26日 | テレビ東京     | 推しが尊いわ |
| バズリズム02                                        | 2021年5月21日 | 日本テレビ     | 三大欲求     |